# Van Helsing's Factory
Pour les articles homonymes, voir Van Helsing.
Van Helsing's Factory sont des montagnes russes en intérieur du parc Movie Park Germany, situé à Bottrop, en Rhénanie-du-Nord-Westphalie, en Allemagne. Le thème de l'attraction est le chasseur de vampires Abraham Van Helsing apparaissant dans le film Van Helsing, sorti en 2004. L'attraction a été construite dans le bâtiment qui abritait le parcours scénique Gremlins Invasion.

## Parcours
Le parcours se passe dans le noir. Il y a des décors de film d'horreurs, comme des vampires en animatroniques. Le circuit a deux lift hills. Il a une longueur de 400 mètres et une hauteur maximale de 7,7 mètres. Il a une durée de 1 minute et 50 secondes et une vitesse maximale de 36 km/h.

## Trains
Van Helsing's Factory a neuf wagons individuels. Les passagers sont placés à deux sur deux rangs pour un total de quatre passagers par wagon.